# Синиця білочерева
Синиця білочерева (Melaniparus albiventris) — вид горобцеподібних птахів родини синицевих (Paridae). Мешкає в Східній Африці та на заході Центральної Африки.

## Поширення і екологія
Білочереві синиці мешкають в Камеруні і Нігерії, а також в Кенії, Танзанії, Уганді і Південному Судані. Живуть у вологих гірських тропічних лісах та сухих саванах, на полях і в садах. Зустрічаються на висоті від 1000 до 3400 м над рівнем моря.